# Кольщик (песня Михаила Круга)
«Ко́льщик» — песня Михаила Круга, одна из самых известных его композиций, считающаяся классикой русского шансона.
Круг работал над песней в течение нескольких лет в начале 1990-х годов, исполняя её на концертах, но совершенствуя различные варианты. Окончательная версия композиции была записана в тверской студии «Лига» в 1993 году и вошла в альбом «Жиган-лимон», вышедший в 1994 году.

## Содержание
Кольщик, наколи мне купола, рядом чудотворный крест с иконами,
Чтоб играли там колокола с переливами и перезвонами.Начало песни
Песня «Кольщик» представляет собой типичный пример «тюремной лирики». В ней рассказывается история человека, оказавшегося в тюрьме и мечтающего когда-нибудь выйти из-за решётки и увидеть мать. Он просит нанести ему тюремную татуировку: купола церквей и христианский крест. На концертах Круг нередко предварял исполнение этой песни прочтением писем заключённых, чтобы усилить воздействие на слушателей. Аранжировка композиции и манера исполнения Круга также была нарочито проникновенной и тяжеловесной, соответствующими трагической тематике.
Текст песни содержит несколько выражений из уголовного жаргона. Чтобы пояснить их слушателям, к альбому прилагался список уголовных выражений и их расшифровки. Так, в первой строчке песни «кольщик» означает мастера по татуировке. В песне также встречается фраза «Чтобы от него портной судья не отгородил меня решёткою». Термин «портной судья» пошёл от выражения «шить дело», означавшего «осуждать невинного».
На момент написания песни Круг не был верующим человеком. «Кольщик» стал одним из первых примеров религиозной тематики в его творчестве. Считается, что написание этой композиции подтолкнуло его к вере в Бога.

## Влияние
«Кольщик» считается одной из лучших композиций Круга и уступает в популярности лишь главному его хиту — песне «Владимирский централ» (1998).
В 2002 году группа «Бутырка» выпустила кавер на эту песню, вошедший в альбом «Икона». 
В 2012 году ютубер-музыкант Enjoykin выпустил пародийную песню «Котщик» по мотивам хита Круга; к февралю 2022 года видеоролик с котом в пиджаке набрал почти 5 миллионов просмотров.
Одноимённая песня группы «Ленинград» 2016 года, стилизованная под блатную, отсылает к «Кольщику» Михаила Круга. Видеоклип снимался в Твери, где была записана оригинальная песня, и на февраль 2022 года насчитывает более 23 миллионов просмотров. В припеве парафразируются начальные строчки произведения Круга: «Кольщик, наколи мне брови в память о большой любви, чтобы взгляд мой стал суровей».